# Armani Watts
Armani Watts (Richmond, 19 marzo 1996) è un giocatore di football americano statunitense che milita nel ruolo di sSafety per gli Indianapolis Colts della National Football League (NFL).

## Carriera

### Kansas City Chiefs
Watts fu scelto nel corso del quarto giro (124º assoluto) nel Draft NFL 2018 dai Kansas City Chiefs. Debuttò come professionista subentrando nella gara del primo turno contro i Los Angeles Chargers mettendo a segno un placcaggio. Nel quarto turno mise a segno il primo sack in carriera su Case Keenum dei Denver Broncos. Sette giorni dopo subì un infortunio all'inguine venendo inserito in lista infortunati per il resto della stagione.
Il 2 febbraio 2020 Watts scese in campo nel Super Bowl LIV contro i San Francisco 49ers che i Chiefs vinsero per 31-20, conquistando il primo titolo dopo cinquant'anni.

### Indianapolis Colts
Il 5 aprile 2022 Watt firmò con gli Indianapolis Colts.

## Palmarès
- Super Bowl : 1

Kansas City Chiefs: LIV
- American Football Conference Championship: 2

Kansas City Chiefs: 2019, 2020